# Danijel Hrman
Danijel Hrman (Ivanec, 7 agosto 1975) è un ex calciatore croato, di ruolo attaccante.

## Statistiche

### Cronologia presenze e reti in nazionale
| Cronologia completa delle presenze e delle reti in nazionale ― Croazia | Cronologia completa delle presenze e delle reti in nazionale ― Croazia | Cronologia completa delle presenze e delle reti in nazionale ― Croazia | Cronologia completa delle presenze e delle reti in nazionale ― Croazia | Cronologia completa delle presenze e delle reti in nazionale ― Croazia | Cronologia completa delle presenze e delle reti in nazionale ― Croazia | Cronologia completa delle presenze e delle reti in nazionale ― Croazia | Cronologia completa delle presenze e delle reti in nazionale ― Croazia |
| Data                                                                   | Città                                                                  | In casa                                                                | Risultato                                                              | Ospiti                                                                 | Competizione                                                           | Reti                                                                   | Note                                                                   |
| ---------------------------------------------------------------------- | ---------------------------------------------------------------------- | ---------------------------------------------------------------------- | ---------------------------------------------------------------------- | ---------------------------------------------------------------------- | ---------------------------------------------------------------------- | ---------------------------------------------------------------------- | ---------------------------------------------------------------------- |
| 10-11-2001                                                             | Seul                                                                   | Corea del Sud                                                          | 2 – 0                                                                  | Croazia                                                                | Amichevole                                                             | -                                                                      | 51’                                                                    |
| 13-11-2001                                                             | Gwangju                                                                | Corea del Sud                                                          | 1 – 1                                                                  | Croazia                                                                | Amichevole                                                             | -                                                                      | 60’                                                                    |
| 27-3-2002                                                              | Zagabria                                                               | Croazia                                                                | 0 – 0                                                                  | Slovenia                                                               | Amichevole                                                             | -                                                                      | 74’                                                                    |
| 9-2-2003                                                               | Sebenico                                                               | Croazia                                                                | 2 – 2                                                                  | Macedonia                                                              | Amichevole                                                             | -                                                                      | 68’                                                                    |
| Totale                                                                 |                                                                        | Presenze                                                               | 4                                                                      |                                                                        | Reti                                                                   | 0                                                                      |                                                                        |

## Palmarès

### Club

#### Competizioni nazionali
- Coppa di Croazia: 1

Dinamo Zagabria: 2003-2004
- Supercoppa di Croazia: 1

Dinamo Zagabria: 2003